# 雷迁
雷迁（?—?），是中国东汉时期南郡（今天湖北省荊州市）蛮人的一个部落首领。
汉光武帝建武二十三年（47年），雷迁在南郡率领屠山（潳山，今湖北荆山、南漳一带）少数民族起事反汉，烧邮亭、杀官吏。被漢朝武威將軍劉尚鎮壓，雷迁的族人七千余口被遷徙道江夏縣（今湖北省安陸市）境內。后称“沔中蛮”或“槃瓠蛮”。